# 防護服
防護衣是一種全身穿著的不透水的服装，屬於防具的一類，用于危险品防护和防疫。穿著防护服時通常還會配備自给式呼吸器（SCBA），以确保穿著人員能有足夠的氧氣用於呼吸。在有毒環境下，消防員、緊急救護技術員、輔助醫護人員、研究員、毒化災應變人員及設施除污專家會穿著防護衣作業。

## 概述
美國國土安全部將防護衣定義為「一套保護人們免於遭受包含化學品、生物戰劑與放射性物質等危害性材料或物質傷害的服裝」
化學品藉由使用適當的耐化學品材料如泰維克製作防護衣
放射性物質藉由防護衣特殊內襯如鉛層屏蔽輻射線傷害，更重要的是防護衣可使得穿著者避免直接接觸或吸入放射性粒子或氣體。
生物戰劑藉由全密封系統-常用超壓以避免防護衣損壞時遭到感染或使用電動式空氣清淨呼吸器以避免暴露(C級防護)
火/高溫通常藉由絕緣和反光材料的組合來減少火/高溫影響(請參見消防衣)
防護衣通常會配有呼吸器，以為穿著者提供乾淨且未受污染的空氣。在實驗室使用中，可以藉由連接的軟管提供乾淨空氣。通常乾淨空氣會以相對於周圍環境的正壓下被泵入防護服，作為防止防護服可能破裂或洩漏而導致危害性物質侵入的附加保護措施。
穿著防護衣工作非常費力，因為穿著防護衣的動作往往不如穿著普通工作服時靈活。一般來說，危險品防護衣非常悶熱且密不透風。因此，根據工作的難度，使用通常僅限於最多2小時的短時間。例如，A 級（美國）防護衣受到空氣供應限制，只能進行15-20分鐘左右的非常繁重的工作（例如在建築物中進行消防救援）。然而，OSHA/EPA A 級防護衣通常不能用於消防救援，耐化的防護衣不耐燄、耐燄的防護衣不耐化。

### A級防護衣
A級防護衣為氣密型防護衣，對呼吸及皮膚系統有最佳的保護能力。面對濃度已到達立即致危濃度(immediately dangerous to life and health，簡稱IDLH)的大量腐蝕性氣體或蒸氣洩漏、洩漏物易被皮膚吸收或是不明物體洩漏時，即須採用保護能力最完整的A級防護衣。
A級防護衣組成如下：
1. 防蒸氣式(氣密型)化學防護衣
2. 正壓全面式自給式呼吸器
3. 內層抗化手套、抗化靴
4. 其他裝備：通訊器、安全帽……等等

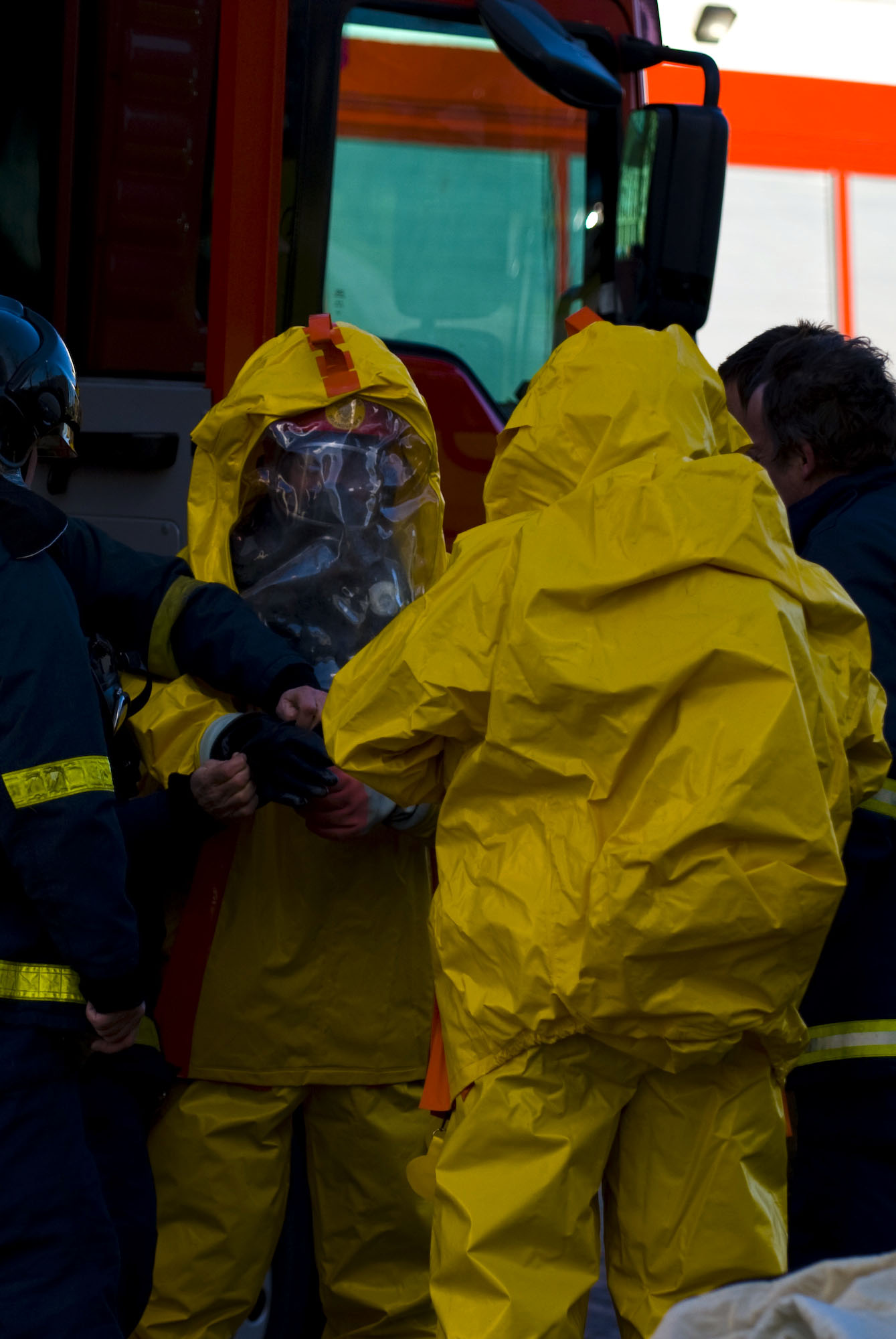
A級防護衣。穿著者將自给式呼吸器（英语：Self-contained breathing apparatus）背在防護衣內側。
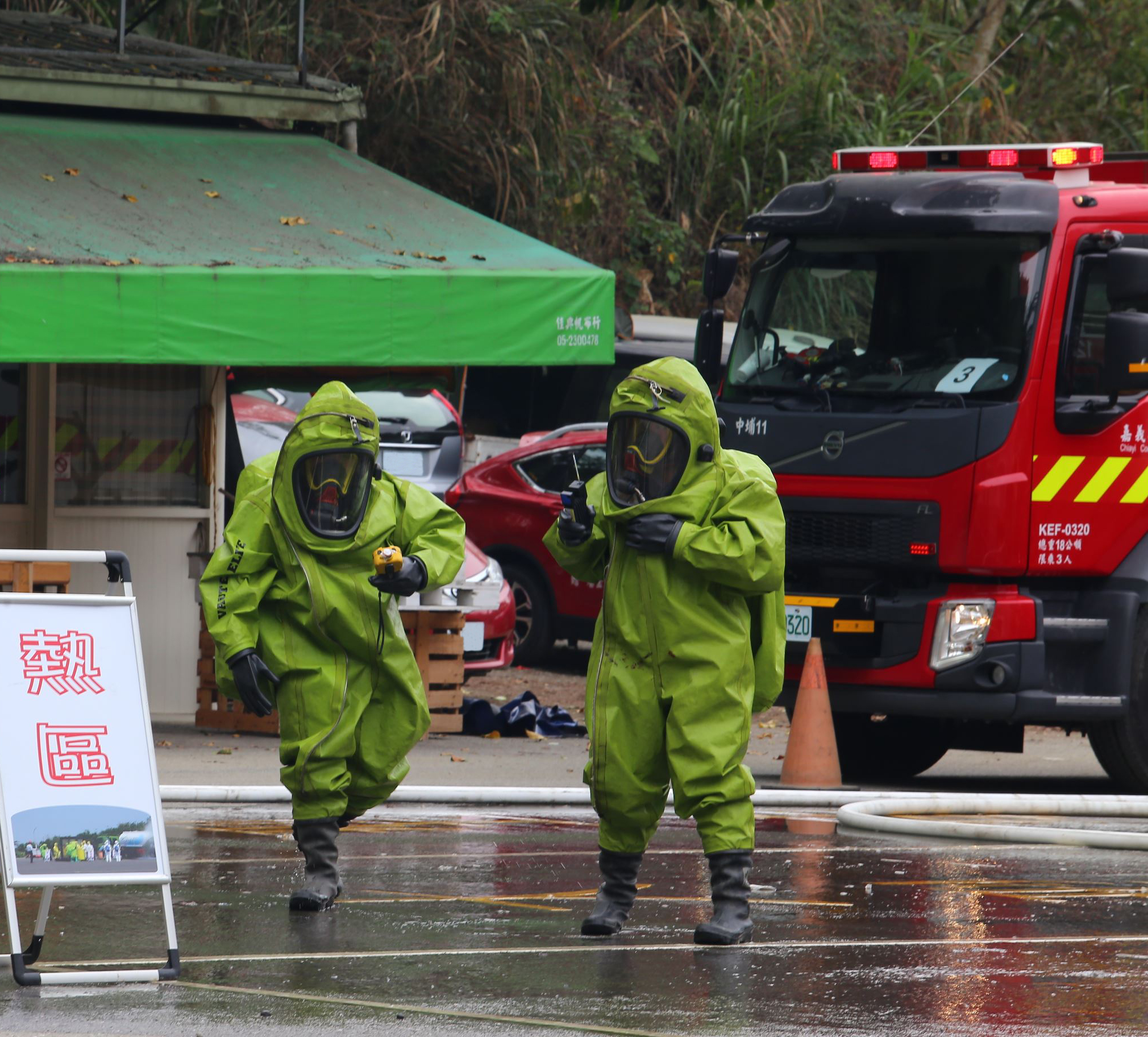
2名穿著A級防護衣的毒化災應變人員。

### B級防護衣

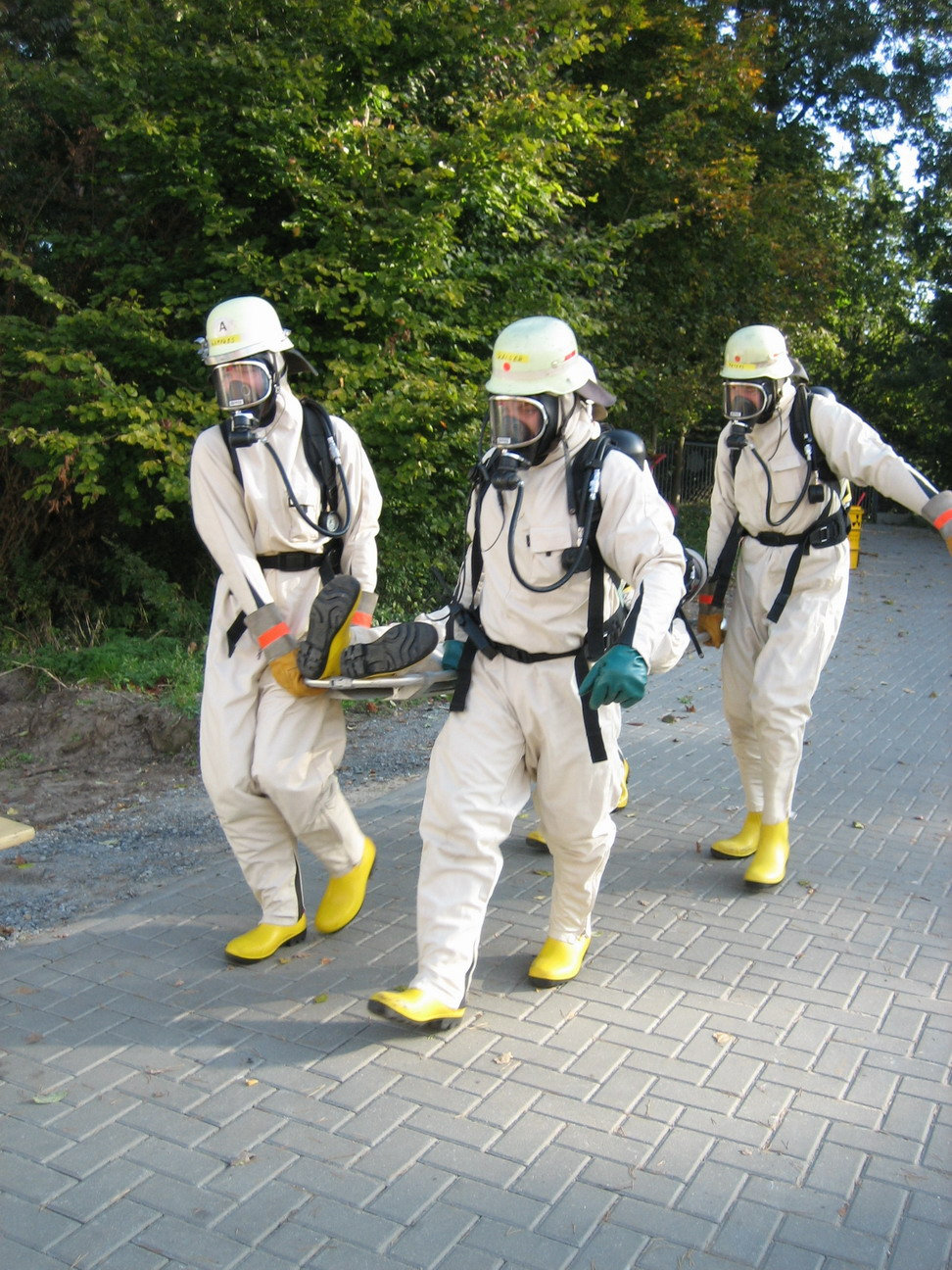
B級防護衣。穿著者將自给式呼吸器背在防護衣外側。

B級防護衣為非氣密式連身防護衣，呼吸系統防護與A級防護衣相同，但皮膚保護較少。在事故初期狀況不明時最低等級的防護衣、主要危害是液體而不是蒸氣接觸或是危害物的氣體或蒸氣對皮膚無明顯危害時採用。
B級防護衣組成如下：
1. 防潑濺式化學防護衣
2. 正壓全面式自給式呼吸器
3. 內層抗化手套、抗化靴
4. 其他裝備：通訊器、安全帽……等等

### C級防護衣
C級防護衣為非氣密式連身防護衣，僅可在已確認危害物氣體濃度低於立即致危濃度且濃度在可用含空氣淨化之濾毒罐的呼吸器的範圍、危害物氣體或蒸氣不會對暴露之皮膚造成傷害及非缺氧環境(氧氣濃度高於19.5%)的狀況下使用。C級防護衣防護液體飛濺但不防護化學蒸氣或氣體，但C級防護衣與A、B兩級防護衣相比，較為輕便、最舒適。醫療人員常穿著C級防護衣將傷患從除污區移至急救區進行急救。
C級防護衣組成如下：
1. 防潑濺式化學防護衣
2. 淨氣式全罩式面具或半罩式呼吸器含空氣淨化之濾毒罐[2]
3. 抗化手套、抗化靴
4. 其他裝備：通訊器、安全帽……等等

### D級防護衣
D級防護衣防護衣無呼吸保護，對皮膚的保護最少。僅可在以下情況下使用：大氣中沒有已知危險。防止飛濺、浸入、潛在的吸入或與危險化學品直接接觸。屬於工作場所穿戴之防護衣，在毒化災應變時不會穿著。
1. 非氣密式連身化學防護衣
2. 防護手套、防護鞋
3. 呼吸防護具(非必要，除醫護人員或有呼吸防護必要時使用)